# Książę Ernest
Książę Ernest (Herzog Ernst) – epos napisany 1170-1180 r. przez nadreńskiego poetę duchownego na podstawie łacińskiego źródła lub niemieckiej pieśni historycznej.
Opierając się na wydarzeniach historycznych (konflikt księcia Ernesta II Szwabskiego z przyrodnim ojcem Konradem II, 1030), poeta miesza jednocześnie elementy sag, bajek i orientalnej fantazji, tworząc oryginalne dzieło z opisami egzotycznego Wschodu i romantycznego świata wypraw krzyżowych. Intencją autora była sugestia pojednania zwaśnionych władców.
W 2013 roku w serii Bibliotheca Curiosa ukazało się polskie tłumaczenie poematu.